# Nyctiphrynus rosenbergi
El chotacabras del Chocó (Nyctiphrynus rosenbergi) es una especie de ave caprimulgiforme de la familia Caprimulgidae endémica del Chocó.

## Distribución y hábitat
Se encuentra únicamente en la región del Chocó, distribuido por las costas del oeste de Colombia y noroeste de Ecuador. Su hábitat natural son los bosques húmedos tropicales de tierras bajas. Está amenazado por la pérdida de habitat.